# Cheilinus lunulatus
 Cheilinus lunulatus és una espècie de peix de la família dels làbrids i de l'ordre dels perciformes.

## Morfologia
Els mascles poden assolir els 50 cm de longitud total.

## Distribució geogràfica
Es troba des del Mar Roig fins al Golf d'Oman.